# Mine de Ben Guerir
La mine de Ben Guerir est une mine à ciel ouvert de phosphate située au Maroc dans la région de Marrakech-Safi.

## Histoire
La mine de Ben Guerir est entrée en production entre 1979 et 1980. Durant la première phase d'exploitation (1980-1994), 3,1 millions de tonnes de phosphate par an ont été extraites. Durant la seconde phase d'exploitation (1994-2018), 4,5 millions de tonnes de phosphate sont extraites par an.

## Activité
Située à 70 km au nord de Marrakech, la mine se situe dans le bassin minier Gantour et est exploitée par l'Office Chérifien des Phosphates (OCP). La production est assurée 24 heures sur 24 par 775 employés (chiffres 2006).
En 2006, 3,1 millions de tonnes de phosphate ont été extraites de la mine de Ben Guerir.
Équipement
- 2 pelles mécaniques à câbles (walking draglines) Marion 7500
- 2 pelles mécaniques à câbles (crawler draglines) P&H 2355
- 2 pelles mécaniques à câbles Bucyrus-Erie 200B
- 2 pelles électriques B-E 155
- 2 pelleteuses 992C
- 2 perceuses à mine
- 22 camions (capacité de 57 à 150 tonnes)
- 24 bulldozers

Après l'extraction, le minerai de phosphate de Ben Guerir est acheminée par voie routière ou ferrée jusqu'aux usines chimiques de Safi et de Jorf Lasfar, et la production destinée à l'export transite par le port minéralier de Safi.